# Jean-Matthieu Douladoure
Jean-Matthieu Douladoure (Toulouse, 1er septembre 1765 - Toulouse, 4 février 1858) est un éditeur et imprimeur français. Il prend la direction de l'imprimerie familiale et lui donne son essor, lui donnant une envergure nationale et la dimension d'une maison d'édition, en s'appuyant essentiellement sur la clientèle institutionnelle, religieuse et administrative.

## Biographie
Jean-Matthieu Douladoure est né le 1er septembre 1765. Il est de la sixième génération des Douladoure imprimeurs à Toulouse, dont le premier connu était Jean Douladoure, imprimeur à Toulouse en 1606. Le père de Jean-Matthieu, Jean-Joseph Douladoure (1721-1785), imprimeur-libraire, est le fils de Joseph Douladoure (1683-1755), imprimeur-libraire, et de Marie-Anne Coste, et le petit-fils de Jean-Paul Douladoure, originaire de Mazère, près de Foix, et reçu imprimeur en 1683. Jean-Joseph est reçu imprimeur en 1759 ; il s'associe un moment avec Baour,.
La mère de Jean-Matthieu, née Marguerite Vignaux, succède à son mari de 1785 à 1807, et imprime surtout des ouvrages administratifs,.

### Essor de l'imprimerie

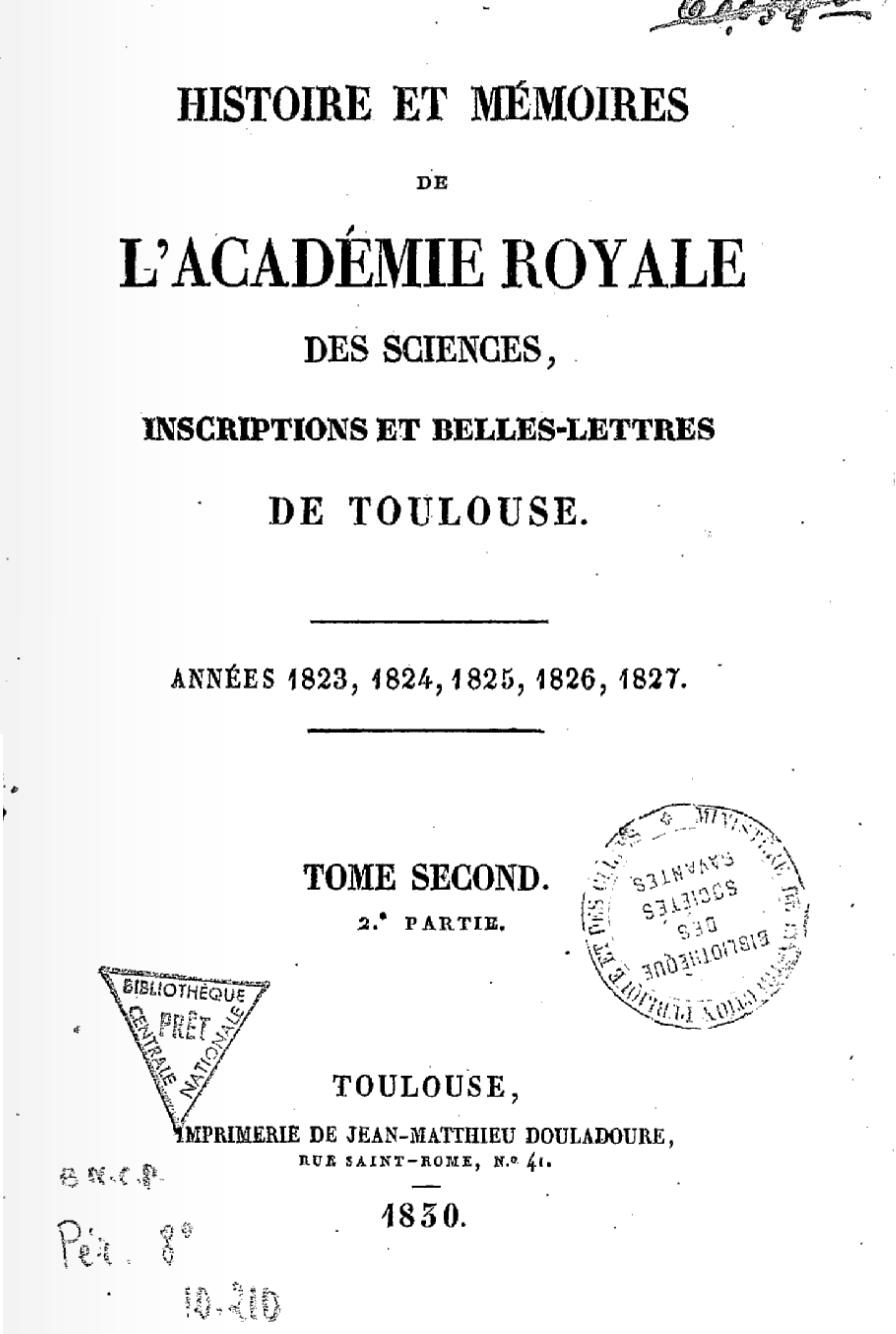
Les mémoires de l'Académie des sciences, inscriptions et belles-lettres de Toulouse, édités par Jean-Matthieu Douladoure.

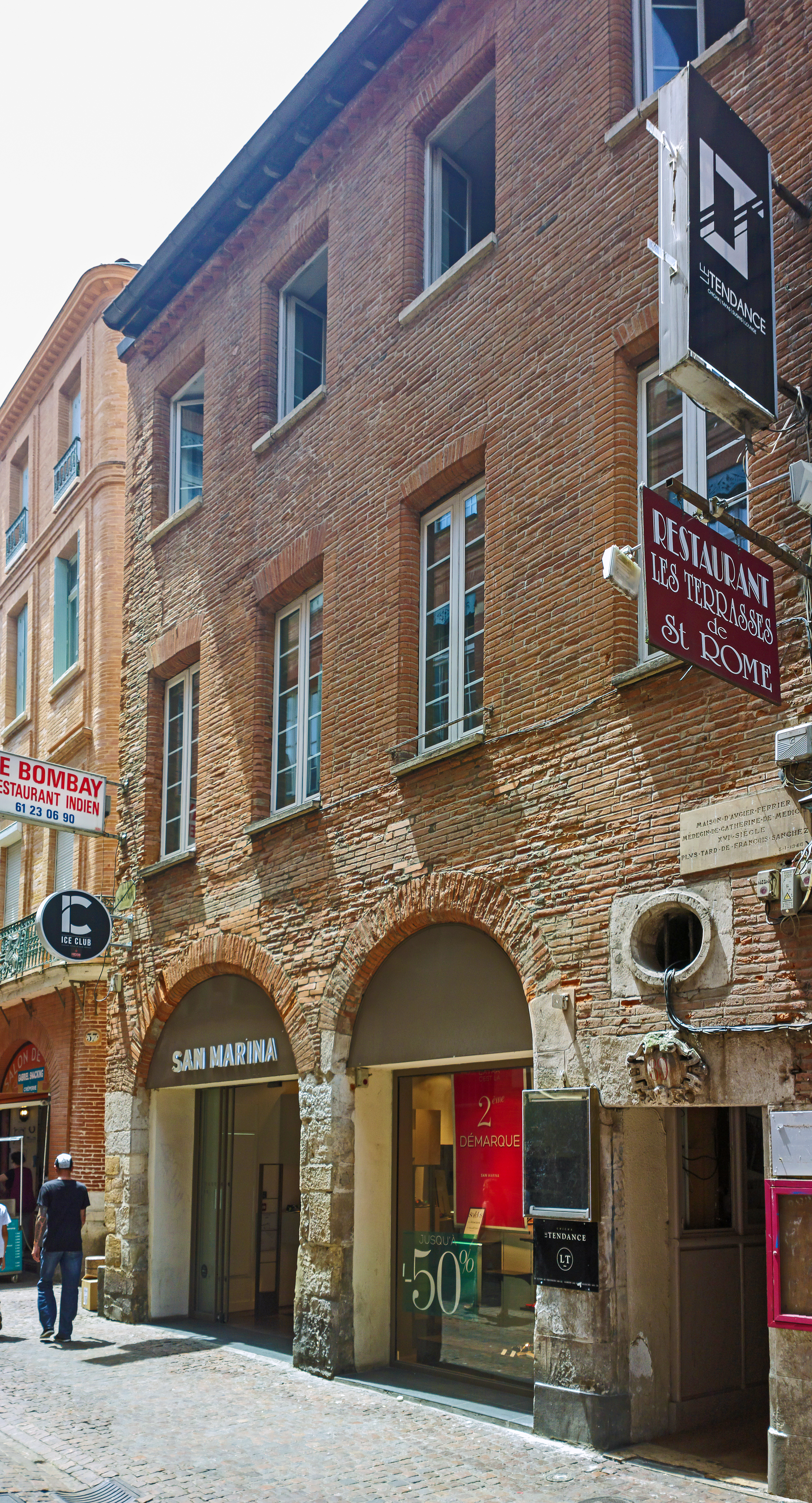
Le siège de l'imprimerie Douladoure, no 39 rue Saint-Rome.

Lorsque Jean-Matthieu commence à travailler dans l'imprimerie familiale, celle-ci est déjà une des deux plus importantes de Toulouse. Son père, Jean-Joseph Douladoure, a installé l'imprimerie familiale rue Saint-Rome dans un immeuble acheté à la famille La Forcade, qui avait appartenu au XVIe siècle et au XVIIe siècle à Auger Ferrier et à François Sanchez (actuel no 39). Les imprimeurs étaient d'ailleurs si nombreux dans cette partie de la rue Saint-Rome qu'elle prit le nom de rue des Libraires. Jean-Matthieu est d'abord associé de sa mère.
Sous la Révolution française, Jean-Matthieu Douladoure est dénoncé comme suspect et arrêté pendant la Terreur ; mais il reste peu de temps en prison,. Il a pris soin de cacher tous ses livres à sujet religieux, et les écoule facilement après la signature du concordat sous le Consulat.
Auparavant associé, il prend la direction complète de l'imprimerie en succédant à sa mère en 1807, et c'est lui qui donne son véritable essor à l'entreprise,. Douladoure reçoit officiellement son brevet d'imprimeur le 15 juillet 1811 et son brevet de libraire le 1er janvier 1813. Il est qualifié d'imprimeur en lettres et de libraire sous le Premier Empire et la Restauration.
Il imprime et édite au moins six cents ouvrages, des livres administratifs ou juridiques comme une réédition du Code civil et une édition de la Charte, les mémoires et travaux de l'Académie des sciences, inscriptions et belles-lettres de Toulouse et ceux de l'Académie des Jeux floraux, des livres géographiques et historiques, des cartes et des plans, des ouvrages scolaires et éducatifs, un grand nombre de livres religieux, des rééditions de La Fontaine et Rousseau, des adresses et des manifestes politiques, et aussi des travaux scientifiques comme des ouvrages de médecine et la réédition des œuvres de Pierre de Fermat,.
Quand il meurt en février 1858, son entreprise a pris une envergure nationale, et elle est réputée être une des plus honorables et des plus anciennes entreprises de Toulouse.
Son petit-fils, qui s'appelle aussi Jean-Matthieu Douladoure, s'associe un moment avec les Éditions Privat. Il est le premier imprimeur de la région à remplacer la vapeur par l'électricité comme force motrice.

### Postérité
Il épouse Christine L'Héritier.
- Ils ont plusieurs enfants :
  - Jean-Marie-Prosper, usuellement Jean-Prosper Douladoure (1814-1871), qui prend sa succession[11].
    - Jean-Matthieu Douladoure (1849-1931), successeur à l'imprimerie[5],[16].

  - Jean-Joseph-Charles, usuellement Charles Douladoure (1816-1882), qui prend la succession de l'imprimerie avec son frère[11].
    - Louis Douladoure, associé de son cousin.

  - Pauline Douladoure, qui épouse Pierre Lasserre, notaire.
    - Christine Lasserre, qui épouse Édouard de Bouët du Portal (1835-1908).

## Hommages
La rue Douladoure, à Toulouse, porte son nom.